# Jakub Kryštof Rybnický
Jakub Kryštof Rybnický z Chřenovice (1583, Roudnice nad Labem - 2. srpna 1639, Řezno) byl český hudební skladatel a opat benediktinského kláštera v Kladrubech.

## Život
Rybnický roku 1627 vstoupil do benediktinského kláštera v Kladrubech, a roku 1635 se stal jeho 40. opatem.
Z jeho díla (které mohlo čítat množství mší a dalších skladeb chrámové hudby), se dochovala pouze Missa concertata super Exultabo Domine, která je považována za nejstarší českou skladbu v koncertantním stylu.